# Landegodefjorden
Landegodefjorden er et bredt sund i Bodø kommune i Nordland fylke i Norge som i syd dannes  mellem øen Landegode og fastlandet lige nord for Bodø by. Sundet er omkring 18 kilometer langt frem til innløpet af Mistfjorden og foden af Mjeldefjellet, mens man på vestsiden regner indløbet for at  være ved Landegode fyr.
Sundet har en række små øer og grunde og kan, specielt i vintertiden være udsat for pludselig stærk vind. Microburst fra Landegodefjeldene eller en stærk østlig vind, med hyppige kast fra fastlandet er heller ikke usædvanligt. Sundet er sejlrute for «inndenskærs» skibstrafik og for rutegående trafik som Hurtigruten, Nordlandsekspressen og hurtigfærgen mellem Bodø og Helnessund.
Der er en tæt bebyggelse langs fylkesvej 834 på østsiden af Landegodefjorden, fra Bodø by og nordøstover til Mjeldefjellet, med bydelen Løpsmarka og bebyggelserne Løp, Myklebostad og Skau. Samlet går bygderne under navnet Nordstranda. Området ved  Mjelde er et populært rekreationsområde med blandt andet sandstrande og turområder.